# Tityobuthus
Genre
Tityobuthus est un genre de scorpions de la famille des Ananteridae.

## Distribution
Les espèces de ce genre sont endémiques de Madagascar.

## Liste des espèces
Selon The Scorpion Files (16/07/2024) :
- Tityobuthus antsingy Lourenço & Goodman, 2004
- Tityobuthus baroni (Pocock, 1890)
- Tityobuthus betschi Lourenço, Qi & Goodman, 2008
- Tityobuthus chelbergorum Lourenço, Qi & Goodman, 2008
- Tityobuthus darainensis Lourenço & Goodman, 2002
- Tityobuthus dastychi Lourenço, 1997
- Tityobuthus griswoldi Lourenço, 2000
- Tityobuthus guillaumeti Lourenço, 1995
- Tityobuthus ivohibe Lourenço & Goodman, 1999
- Tityobuthus judsoni Lourenço, 1996
- Tityobuthus lokobe Lourenço, Waeber & Wilmé, 2016
- Tityobuthus manonae Lourenço, 2000
- Tityobuthus mariejeanneae Lourenço, Waeber & Wilmé, 2018
- Tityobuthus mccarteri Lourenço, Qi & Goodman, 2008
- Tityobuthus monodi Lourenço, 2000
- Tityobuthus orangea Lourenço, Waeber & Wilmé, 2020
- Tityobuthus pallidus Lourenço, 2004
- Tityobuthus parrilloi Lourenço, 1996
- Tityobuthus petrae Lourenço, 1996
- Tityobuthus pococki Lourenço, 1995
- Tityobuthus rakotondravonyi Lourenço & Goodman, 2003

## Systématique et taxinomie
Ce genre a été décrit par Pocock en 1893 dans les Buthidae. Il est placé dans les Ananteridae par Ythier en 2024.

## Publication originale
- Pocock, 1893 : « Notes on the classification of Scorpions, followed by some observations upon synonymy, with descriptions of new genera and species. » Annals and Magazine of Natural History, sér. 6, vol. 12, p. 303–330 (texte intégral).